# Reserva Extrativista Marinha de Gurupi-Piriá
A reserva extrativista marinha de Gurupi-Piriá (RESEx Gurupi-Piriá) é uma unidade de conservação brasileira de uso sustentável da natureza, do tipo reserva extrativista marinha, localizada no estado do Pará, com território distribuído pelos municípios de Augusto Corrêa e Viseu.

## Objetivo da criação da Unidade
O objetivo é de garantir a conservação dos ecossistemas marinhos e costeiros e o uso sustentável dos recursos naturais pela população tradicional.

## Histórico
Gurupi-Piriá foi criada através de Decreto sem número emitido pela Presidência da República em 20 de maio de 2005, com uma área de 72 789,43 ha.

## Importância cultural, econômica e ambiental
A população tradicional que vive na região depende dos recursos marinhos e costeiros para a sua subsistência, realizando atividades extrativistas como a pesca artesanal, a coleta de mariscos e a produção de farinha de peixe. A RESEX Marinha de Gurupi-Piriá tem como objetivo principal conciliar a conservação dos ecossistemas com o desenvolvimento socioeconômico das comunidades locais .
Dentro da reserva, as atividades extrativistas são regulamentadas pelo plano de manejo, que estabelece as normas e diretrizes para o uso sustentável dos recursos naturais. Esse plano é desenvolvido de forma participativa, envolvendo as comunidades locais, órgãos governamentais e organizações não governamentais .

Além das atividades extrativistas, a RESEX Marinha de Gurupi-Piriá também é importante para a conservação da biodiversidade marinha. A reserva abriga uma rica variedade de espécies de peixes, crustáceos, moluscos e corais, contribuindo para a manutenção dos ecossistemas marinhos e a proteção das espécies ameaçadas .